# Seen
Ричард «Ричи» Мирандо, известный как Seen UA (родился 1961 году в Бронксе, Нью-Йорк) — один из самых известных граффити-художников в мире, его часто называют крёстным отцом граффити, хотя он даже и не пионер движения.
Seen первым начал рисовать в Нью-Йоркском метрополитене в 1973 году. Его крю (от англ. Crew) United Artists (UA) быстро завоевала репутацию рисованием полноцветных троу-апов (throw-up) на окнах автомобилей. В составе крю состоят Pjay, Duster, Seen и его брат Mad.

## Биография
В течение 16 лет с начала карьеры его работы уже были по всему городу и на всех линиях, но особенно на 2, 5 и 6 линиях метро. Он освоил десятки whole-car’ов, многие из которых стали иконами своего времени.
В 1980-х годах Seen начал работать на холстах, после чего устраивал выставки и аукционы, пополнившие коллекции как частные, так и музейные во всем мире. К их числу относятся не только персональные выставки, но и групповые выставки с такими художниками, как Кит Харинг, Энди Уорхол, Жан-Мишель Баския, Dondi, Quik, Blade и Ли Хинонс. Несмотря на высокий спрос на его работы в Европе и постоянные путешествия по миру, его работы в нью-йоркском метро оставались хитом. В 1983 году на PBS выходит документальный фильм «Style Wars» с участием Seen.
В конце 1980-х Seen обратил свой талант на искусство татуировки, был открыт салон Tattoo Seen, быстро ставший одним из самых успешных в Нью-Йорке. Недавние работы включают в себя изготовления трехмерных скульптур, часто из выброшенных материалов, а также серия ручных росписей, ограниченная тиражом карты метро MTA New York. Он продолжает демонстрировать всему миру свои работы, наряду с такими художниками, как Бэнкси.
В 2009 году стартовала крупная выставка «SEEN GALLERY» в Париже. Он так же был выставлен на Fondation Cartier.
В 2010 году он выступил в галерее «Magda Danysz» с персональной выставкой, раскинутой на трех этажах.
В 2011 году он подписал контракт с Opera Gallery (12 точек по всему миру), при этом Парижское отделение рекомендовало его работы.

## Персональные выставки
- 1982, 1983, 1985 : The Yaki Kornblitt Gallery, Амстердам
- 1983 : Stellweg-Seguy gallery, Нью-Йорк
- 1985 : Suntory company, Токио
- 1995 : Clayton Gallery, Нью-Йорк
- 2001 : Twenty-four Gallery, Ванкувер. Bob’s Gallery, Нью-Йорк
- 2003 : Toy Tokyo Gallery, Нью-Йорк. STIP Gallery, Амстердам. Stussy SF Gallery, Сан-Франциско. Concrete Vibes Gallery, Нью-Йорк. Marco Art Gallery, Нью-Йорк
- 2005 : Rocket World Gallery, Сан-Франциско. Outside Institute Space, Лондон. Prosper Gallery, Токио. Mc Caigwelles Gallery, Нью-Йорк
- 2006 : Stolen Space gallery, Лондон
- 2007 : Seen City, MYM, Париж
- 2009 : The 1st SEEN Pop-Up Show, Лион
- 2009 : Carhartt Gallery, Вайль-на-Рейне
- 2009 : Kleerup Gallery, Стокгольм
- 2010 : PleaSE ENjoy @ Magda Danysz Gallery, Париж
- 2011 : Seen, Opera Gallery, Париж

## Коллективные выставки
- 1980 : New York, New Wave, P.S.1, Нью-Йорк
- 1984 : Graffiti, Louisiana Museum of Modern Art (Дания)
- 1991 : Graffiti Art, Musée national des monuments français, Париж
- 2007 : That 70’s show, Power house arena, Нью-Йорк
- 2009 : TAG, Grand Palais, Париж, Франция[4]
- 2009 : The Carhartt Show, Германия
- 2009 : Nés dans la rue Cartier fondation pour l’art contemporain, Париж[5]
- 2009 : Urbain Ier, Galerie Léadouze, Париж[6]
- 2010 : T.A.G Palais de Tokyo Париж[6]
- 2010 : «Playboy Redux» Andy Warhol Museum Pittsburgh USA[7]
- 2011 : Opera Gallery[8]